# Aleksandr Gordon
Aleksandr Gordon (Mosca, 26 dicembre 1931 – 7 dicembre 2020) è stato un regista sovietico, dal 1991 russo.

## Filmografia parziale

### Regista
- Schvatka v purge (1977)
- Čelovek, kotoryj zakryl gorod (1982)